# 驼鹿奶

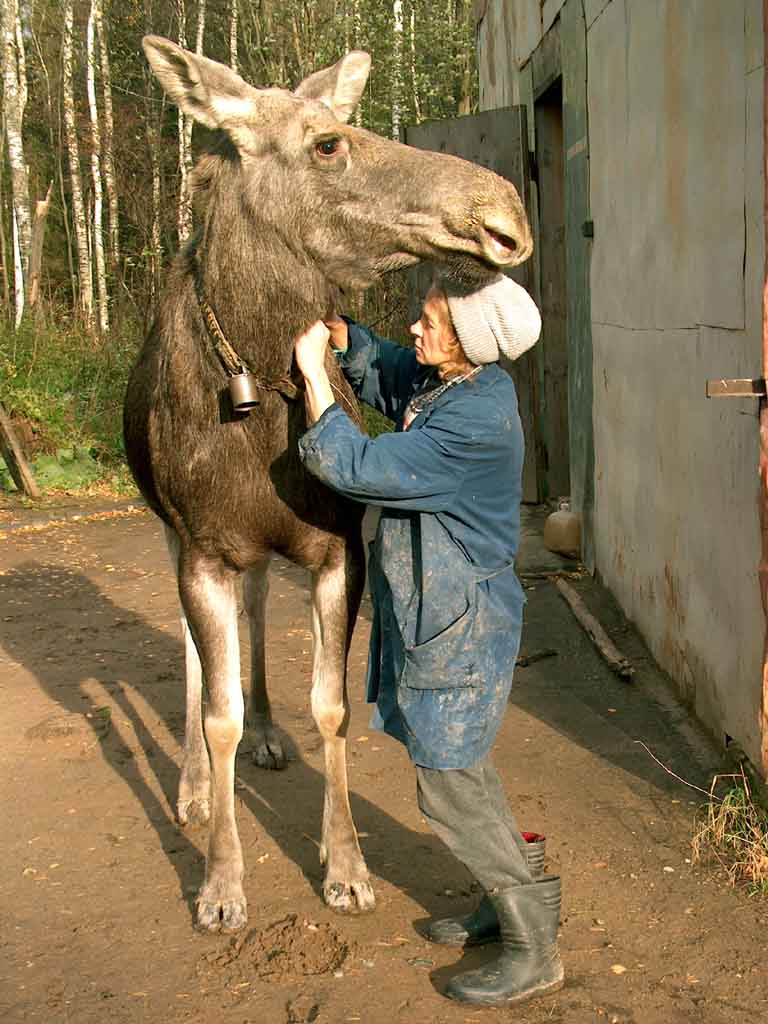
俄罗斯科斯特罗马州科斯特罗马驼鹿农场的一名挤奶女工准备挤奶

驼鹿奶又称麋鹿奶，是指驼鹿（学名： Alces alces ）产出的奶，目前已在俄罗斯和瑞典实现了商业化生产。

## 营养成分
根据俄罗斯驯养的驼鹿数据，驼鹿奶的乳脂含量约为10%，固体物含量约为21.5%。相比之下美国驼鹿的奶研究尚不成熟，但现有数据显示其固体物含量可能更高。驼鹿的泌乳期集中在每年6月至8月。若牧草优质且供应充足，泌乳前25天通常为高峰期，奶中营养物质和脂肪含量会持续上升。之后以上指标开始下降。尽管如此，与牛奶相比驼鹿奶中的铝、铁、硒和锌含量仍明显更高。

## 养殖与销售
俄罗斯已实现对驼鹿奶的商业化养殖。一家名为伊万·苏萨宁疗养院的机构甚至将驼鹿奶提供给居住者，认为有助于康复或缓解慢性病。部分俄罗斯研究人员指出，驼鹿奶具有溶菌酶活性，可能有助于预防儿童消化科疾病。
位于瑞典比尤霍尔姆的“驼鹿之家”由克里斯特与乌拉·约翰松夫妇经营，被认为是全球唯一的驼鹿奶酪生产者。到2007年，该牧场共有三头泌乳驼鹿，每年可产约300（660磅）奶酪，售价约每公斤1000美元（相当于2024年的$1,516）。母驼鹿如果受惊会停止泌乳，因此取奶过程必须保持安静，整个过程最长可能需要两小时才能取到完整的2-公升（0.53-美制加侖）奶。俄罗斯驼鹿研究员亚历山大·米纳埃夫曾尝试制作驼鹿奶酪，但因其蛋白质含量极高且奶酪凝固速度太快而难以控制。他表示，截至2007年还未听说有人尝试制作驼鹿奶冰淇淋。